# Gamezkogel
Der Gamezkogel ist ein 3126 m ü. A. hoher Berg des Kaunergrats, eines Gebirgszuges der Ötztaler Alpen. Er ist der Rofelewand unmittelbar benachbart, die im Nordwesten dieses Berges steht. Der Berg wird recht selten besucht, was mit seiner Nähe zum prominenteren Nachbarn und seiner schweren Zugänglichkeit zusammenhängt. Ein kleines, verstecktes Gletscherbecken, der Gamezkogelferner, liegt im Westen. In den anderen Himmelsrichtungen wird er umgrenzt vom Seebachtal im Süden und vom Totenferner im Norden.

## Routen
Der Normalweg führt aus dem Pitztal von Trenkwald über den Steig in Richtung Verpeiljoch empor, bis die steilen bewaldeten Talhänge überwunden sind. Weiter über den Steig Richtung Verpeiljoch ins Seebachtal und über den Seebach. Durch eine Steilstufe des Baches hinauf und jenseits von ihr rechts über begrünte Hänge in ein Geröllkar unter dem Berg. Links haltend empor bis zu einem Felsriegel, an diesem entlang in eine Felsenecke, an der es möglich ist den Riegel nach oben zu überwinden (Schwierigkeitsgrad UIAA I). Über die Moränenwälle zum Gamezkogelferner empor, den man links lässt. Direkt an der Ecke des Ferners rechts hinauf über eine äußerst steile, aber nur kurze, erdige Rinne (Schwierigkeitsgrad I) auf den Südgrat. Über den blockigen breiten Südgrat nördlich empor zum Gipfel mit Steinmann.
Alternativ führen vom Totenferner einige sehr steile Rinnen hinauf zum Grat des Gamezkogels.